# دان كوستيلو
دان كوستيلو (بالإنجليزية: Dan Costello)‏ هو لاعب كرة قاعدة أمريكي، ولد في 9 سبتمبر 1891 في جيساب في الولايات المتحدة، وتوفي في 26 مارس 1936 في بيتسبرغ في الولايات المتحدة.